# رسول خطیبی
رسول خطیبی (زاده ۳۱ شهریور ۱۳۵۷ تبریز) بازیکن بازنشسته و سرمربی فوتبال اهل ایران است. وی سرمربی مس رفسنجان در لیگ برتر خلیج فارس است.

## دوران باشگاهی
وی سابق بازی در باشگاه های تراکتور، پاس تهران، هامبورگ، استقلال تهران، سپاهان، الشارجه، الامارات، الظفره، گسترش فولاد و ماشین‌سازی را دارد.

## سوابق باشگاهی
وی آخرین بار در یک بازی رسمی در ۱۵ مرداد ۱۳۹۲ در هفتهٔ سوم لیگ برتر ۹۳–۱۳۹۲ و زمانی‌که به عنوان بازیکن و سرمربی در گسترش فولاد تبریز حضور داشت، در بازی مقابل سپاهان در ورزشگاه یادگار امام تبریز به عنوان بازیکن تعویضی به میدان رفت و پس از آن از فوتبال به عنوان بازیکن خداحافظی کرد و به سرمربی‌گری ادامه داد. او برادر کوچکتر حسین خطیبی است. رسول خطیبی سه بار سابقه صعود به لیگ برتر را با سه تیم گسترش فولاد تبریز، ماشین‌سازی تبریز و آلومینیوم اراک را دارد.
او سابقه مدیرعاملی باشگاه مس سونگون ورزقان را دارد. 

## سرمربیگری

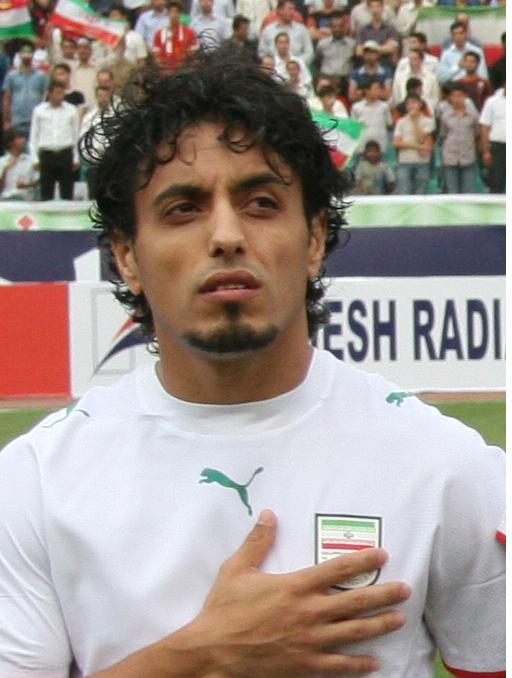
رسول خطیبی در ترکیب تیم ملی فوتبال ایران

وی تاکنون سرمربی‌گری پنج تیم ماشین‌سازی تبریز و گسترش فولاد تبریز و تراکتورسازی تبریز و سیاه جامگان و آلومینیوم اراک را به عهده داشته‌است.
او با تیم فوتبال ماشین‌سازی تبریز در فصل ۹۱–۱۳۹۰ لیگ دسته اول در آستانه صعود لیگ برتر قرار گرفته بود اما در واپسین دیدار ماشین‌سازی در شهرستان یزد و تیم تربیت با نتیجه مساوی و کسب ۱ امتیاز از صعود به لیگ برتر ناکام ماند و ماشین‌سازی تحت هدایت وی به مقام سوم رسید. خطیبی، در فصل ۹۲–۱۳۹۱ لیگ دسته اول تیم فوتبال گسترش فولاد تبریز را با بازیکنان جوان و بومی و در فاصله ۳ هفته مانده تا پایان لیگ، به مقام قهرمانی رساند که منجر به صعود مستقیم این تیم به لیگ برتر فوتبال ایران شد. پس از موفقیت خطیبی در گسترش فولاد، کانون مربیان ایران، خطیبی را به عنوان «مربی سال فوتبال ایران» در فصل ۹۲–۱۳۹۱ انتخاب کردند.
رسول خطیبی، در ۱۰ خرداد ۱۳۹۳ با امضای قراردادی ۳ ساله، با باشگاه فوتبال تراکتورسازی تبریز، هدایت این تیم را برعهده گرفت. او در ۱۹ بهمن ۱۳۹۳ از سرمربی‌گری تیم فوتبال تراکتورسازی تبریز برکنار شد.
وی در تاریخ ۲۷ خرداد ۱۳۹۴ به عنوان سرمربی باشگاه فوتبال سیاه‌جامگان انتخاب شد. اما در میانه‌های فصل از این تیم جدا شده و هدایت ماشین‌سازی را بر عهده گرفت. ماشین‌سازی با هدایت خطیبی به لیگ برتر صعود کرد. با وجود حمایت‌های بسیار شهرداری تبریز از رسول خطیبی مربی جوان ماشین‌سازی، این تیم تنها با کسب سه امتیاز در بازی هفته اول لیگ برتر مقابل فولاد خوزستان، نتایج بد خود را آغاز کرد تساوی‌ها و باخت‌های پیاپی، در پایان موجب کسب ۶ امتیاز در ۱۲ هفته لیگ برتر و استعفای رسول خطیبی شد که استعفا از طرف کادر باشگاه تأیید شد و برترین مربی استانی تبریز، از رده مربیگری کنار رفت. خطیبی دو بار دیگر به عنوان سرمربی ماشین‌سازی انتخاب شد و در تاریخ ۱۰ دی ۱۳۹۸ از این باشگاه استعفا داد.
رسول خطیبی در تاریخ ۱۳ دی ۱۳۹۸ به عنوان سرمربی باشگاه آلومینیوم اراک انتخاب شد و با این تیم نتایج خوبی کسب کرد و موفق شد همراه با این باشگاه به لیگ برتر ایران صعود کند. وی با این باشگاه در لیگ برتر هم نمایش خیره کننده ای داشت و در پایان نیم فصل اول توانست با جای‌گیری در رتبه ششم، شگفتی ساز لیگ برتر نام بگیرد. اما وی در تاریخ ۱۲ اسفند ۱۳۹۹ از این باشگاه اراکی جدا شد و به باشگاه فوتبال تراکتور پیوست اما  در تاریخ ۷ تیر ۱۴۰۰ از سرمربی گری باشگاه فوتبال تراکتور استعفا داده و به نقش خود پایان داد و فیروز کریمی به عنوان سرمربی این تیم معرفی شد. در شهریور ۱۴۰۰ رسول خطیبی طی قراردادی دو ساله، مجدداً به عنوان سرمربی باشگاه فوتبال آلومینیوم اراک انتخاب شد.
شمس آذر قزوین
رسول خطیبی در ۲ آبان ۱۴۰۳ با قراردادی راهی تیم فوتبال شمس آذر قزوین شد.
مس رفسنجان
پس از مدیریت در دو باشگاه صنعتی سرانجام رسول خطیبی به دنیای مربیگری در سال 1404 بازگشت و سرمربی تیم صنعتی دیگری به نام مس رفسنجان شد. 

### آمار مربی‌گری
آخرین به‌روزرسانی:۳۰ آبان ۱۴۰۲
| کشور  | باشگاه            | از            | تا               | آمار | آمار | آمار  | آمار | آمار     | آمار | آمار  | آمار  |
| کشور  | باشگاه            | از            | تا               | بازی | برد  | تساوی | باخت | درصد برد | زده  | خورده | تفاضل |
| ----- | ----------------- | ------------- | ---------------- | ---- | ---- | ----- | ---- | -------- | ---- | ----- | ----- |
| ایران | ماشین‌سازی         | تیر ۱۳۹۰      | دی ۱۳۹۸          | ۲۸   | ۱۲   | ۸     | ۸    | ۰۴۳      | ۳۵   | ۲۸    | ۷+    |
| ایران | گسترش فولاد       | تیر ۱۳۹۱      | دی ۱۳۹۲          | ۲۶   | ۱۴   | ۸     | ۴    | ۰۵۴      | ۴۴   | ۲۵    | ۱۹+   |
| ایران | تراکتورسازی تبریز | خرداد ۱۳۹۳    | بهمن ۱۳۹۳        | ۱۹   | ۹    | ۵     | ۵    | ۰۴۷      | ۳۳   | ۲۳    | ۱۰+   |
| ایران | سیاه جامگان       | پنجم تیر ۱۳۹۴ | سی ام مرداد ۱۳۹۴ | ۴    | ۱    | ۰     | ۳    | ۰۲۵      | ۲    | ۴     | ۲-    |
| ایران | ماشین‌سازی         | ۱۳۹۴          | آذر ۱۳۹۵         | ۵۳   | ۱۹   | ۱۸    | ۱۶   | ۳۵/۸۴    | ۷۵   | ۶۱    | ۹+    |
| ایران | ماشین‌سازی         | ۱۳۹۶          | آذر ۱۳۹۶         | ۱۵   | ۴    | ۵     | ۶    | ۲۶/۶۶    | ۱۲   | ۱۵    | ۳-    |
| ایران | ماشین‌سازی         | ۱۳۹۸          | دی ۱۳۹۸          | ۱۷   | ۶    | ۵     | ۶    | ۳۵/۲۹    | ۱۷   | ۱۹    | ۲-    |
| ایران | آلومینیوم اراک    | دی ۱۳۹۸       | اسفند ۱۳۹۹       | ۳۲   | ۱۶   | ۱۱    | ۵    | ۵۰/۰۰    | ۴۱   | ۲۴    | ۱۷+   |
| ایران | تراکتورتبریز      | بهمن ۱۳۹۹     | ۷ تیر ۱۴۰۰       | ۱۸   | ۵    | ۹     | ۴    | ۲۷/۷۷    | ۱۸   | ۱۵    | ۳+    |
| ایران | آلومینیوم اراک    | شهریور ۱۴۰۰   | اسفند ۱۴۰۰       | ۱۰   | ۵    | ۵     | ۰    | ۵۰/۰۰    | ۱۰   | ۲     | ۸+    |
| ایران | پیکان             | تیر ۱۴۰۲      | آبان ۱۴۰۲        | ۱۰   | ۱    | ۵     | ۴    | ۱۰/۰۰    | ۶    | ۱۰    | ۴-    |